# Makiyakinabe
Makiyakinabe (jap. 巻き焼き鍋,  wörtlich: „Roll-Bratpfanne“) ist eine quadratische oder rechteckige Bratpfanne, die verwendet wird um japanische Omelettes (Tamagoyaki) herzustellen. Sie ist auch als Tamagoyakiki (玉子焼き器, wörtlich: „Omelette-Brat-Werkzeug“) bekannt.
In der japanischen Küche werden gerollte Pfannkuchen als dünne, eckige Omelettes gebraten und dann mit japanischen Kochstäbchen in eine zylindrische Form gebracht. Um eine Rolle mit gleichmäßiger Dicke zu fertigen, sollen die dünnen crêpeartigen Teigstücke eine eckige Form haben. Daher wird eine quadratische oder rechteckige Pfanne verwendet.

## Maße

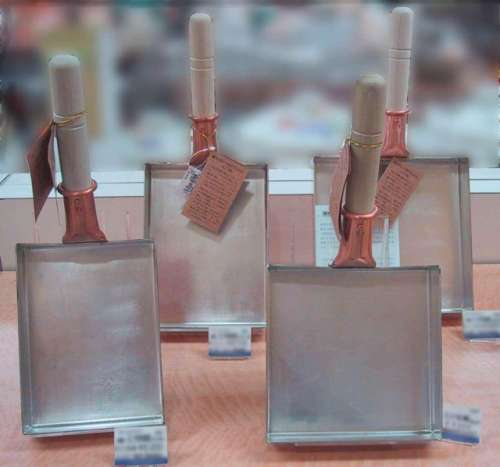
Verschiedene makiyakinabe: links Kansai-Typ, rechts Kantō-Typ

Die Pfannen haben für gewöhnlich ein Ausmaß von 10 × 35 cm und sind z. B. aus Aluminium oder Gusseisen gefertigt. Als bestes Material wird verzinntes Kupfer angesehen. Allerdings muss bei der Zubereitung mit Vorsicht vorgegangen werden, da die Pfanne sonst durch den geringen Schmelzpunkt des Zinns Schaden nehmen kann. Eine günstigere, teflonbeschichtete Pfanne ist in Japan auch verbreitet. Die Tiefe der Pfanne beträgt meist 3–4 cm und ihr Gewicht 0,5–2,5 kg.
Es gibt drei unterschiedliche Makiyakinabe-Typen: Kantō-Typ, Kansai-Typ und Nagoya-Typ. Die Pfannen vom Kantō-Typ sind quadratisch, die vom Kansai-Typ sind lange, schmale, die vom Nagoya-Typ kurze, breite Rechtecke.
- Kantō-Typ
  - Breite & Länge: 10–30 cm; normalerweise 15–25 cm
- Kansai-Typ
  - Breite: 10–30 cm; normalerweise 15–25 cm
  - Länge: 15–35 cm; normalerweise weniger als das 1,5fache der Breite
- Nagoya-Typ
  - Breite:  15–35 cm
  - Länge: 10–30 cm; normalerweise 15–25 cm